# 드비어스
드비어스(De Beers)는 영국 런던에 본사를 둔 다이아몬드 채광 · 유통 · 가공 · 도매 회사이다. 본격적인 다이아몬드 생산은 1866년 남아공 오렌지 강 유역에서 21캐럿짜리 ‘유레카’ 다이아몬드가 발견되고 나서부터다. 이 원석은 1년 후 파리 박람회에 전시되었고 이어 대규모 다이아몬드 광상이 발견되어 근대적 채굴법이 채택되었다. 이로써 대량 발굴된 다이아몬드는 널리 대중화되었다. 그 뒤 남아공에 다이아몬드 러시가 시작되었다. 영국인 세실 로즈(Cecil John Rhodes)가 로스차일드가(家)의 자금을 받아 1888년 드비어스(De Beers)사를 설립해 아프리카 남부를 지배했다
. 그러나 청구인들은 대부분 보상금의 액수에 불만족하고 있다.

## 같이 보기
- 어니스트 오펜하이머(영어판)